# 格兰茨帕斯
格兰茨帕斯（英語：Grants Pass）是美国俄勒冈州的一座城市，約瑟芬縣县治，2020年為人口39,194人。位于梅德福以西北，5号州际公路途经当地。

## 友好城市
- 俄羅斯鲁布佐夫斯克